# Strömungsmesstechnik
Die Strömungsmesstechnik befasst sich mit der Ermittlung von physikalischen Größen von Fluidströmungen (gasförmig oder flüssig). Diese können beispielsweise Drücke, Strömungsgeschwindigkeiten, Temperaturen, Gasdichten usw. sein.
Einsatzgebiete der Strömungsmesstechnik sind die Forschung und Entwicklung, wo beispielsweise anhand von Modellen Strömungsvorgänge untersucht oder optimiert werden (z. B.: Minimierung des Luftwiderstandes von Fahrzeugen anhand von Experimenten im Windkanal). Die Strömungsmesstechnik ist aber auch eine wesentliche Komponente für die Prozessführung in industriellen Anlagen (Beispiel: Durchflussmesser und Drucksensoren in einer chemischen Anlage oder Pipeline). 

## Strömungsvisualisierung

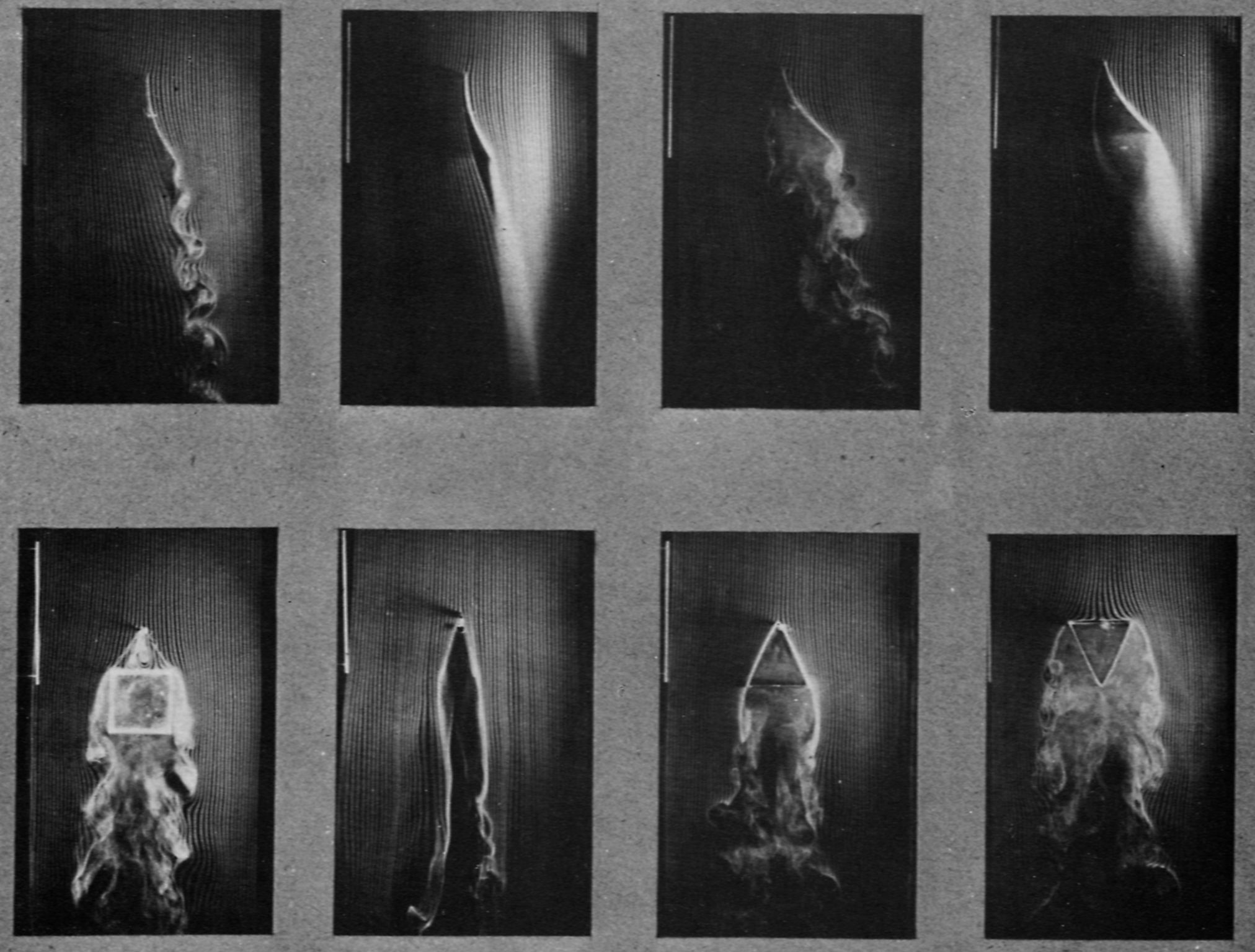
Verschiedene Strömungsarten visualisiert mittels Rauchsonden

Die Strömungsvisualisierung oder auch Strömungssichtbarmachung dient zur Erforschung der Topologie des Strömungsfeldes. Anhand der qualitativen Aussagen der Strömungsvisualisierung können oft schon Maßnahmen zur Verbesserung der Strömungsbedingungen abgeleitet werden. Beispielsweise können durch Rauchsonden im Windkanal oder durch Farbsonden in Wasserströmungen die Stromlinien sichtbar gemacht werden und somit Gebiete mit unerwünschter Strömungsablösung identifiziert werden.
Durch Schlierenoptik können Druckgradienten in Strömungen sichtbar gemacht werden. Dieses Verfahren ist besonders gut geeignet um Verdichtungsstöße in Überschallströmungen zu visualisieren.
Mit Hilfe von Anstrichbildern kann an umströmten Körpern die Richtung der auf die Oberfläche wirkenden Schubspannungen und die Lage von Ablöselinien dargestellt werden.

## Messung von Zwei- und Mehrphasenströmungen
Zwei- oder Mehrphasenströmungen sind Strömungen unterschiedlicher Stoffe und/oder Aggregatzustände. Sie erfordern spezielle Messtechniken zur Bestimmung der Anteile der einzelnen Phasen.

## Messung des Drucks

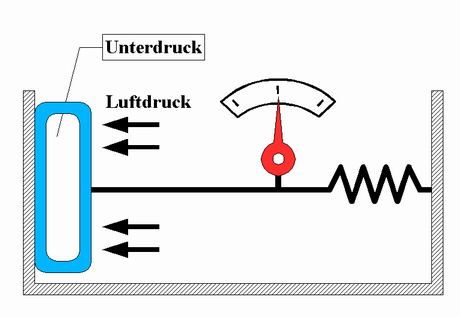
Funktionsschema eines Dosenbarometers

Der Druck {\displaystyle p} ist eine wichtige skalare Größe in strömenden Fluiden.
Er ist definiert als der Quotient aus der Normalkraft {\displaystyle {\vec {F}}_{\perp }}, welche ein Fluid auf eine Fläche {\displaystyle A} ausübt, und dieser Fläche:
{\displaystyle p={\frac {|{\vec {F}}_{\perp }|}{A}}\,}
Druckmessgeräte können aufgrund ihrer Messverfahren eingeteilt werden in
- direkte Druckmessgeräte (Direkte Messung der Kraft): z. B. Dosenbarometer
- indirekte Druckmessgeräte (Ableiten des Druckes aus einer anderen Stoffgröße, z. B. Teilchendichte): z. B. Ionisations-Vakuummeter

## Messung der Strömungsgeschwindigkeit
Diese wird auch oft als Anemometrie bezeichnet. Man unterscheidet zwischen  
- Verfahren mit Strömungsbeeinflussung (Windmesser, Hitzdrahtanemometer, Messblende), sowie
- Verfahren ohne Strömungsbeeinflussung (Laser-Doppler-Anemometrie, Particle Image Velocimetry (PIV), Magnetic Resonance Velocimetry (MRV), Particle Tracking Velocimetry (PTV), Doppler Global Velocimetry (GDV), Laser-Zwei-Fokus (L2F), Ortsfilter)

## Durchflussmessung
Ein Durchflussmesser misst die Menge, welche innerhalb eines bestimmten Zeitintervalls durch einen definierten Strömungsquerschnitt (beispielsweise ein Rohr) fließt. 
Der Durchfluss kann als Volumenstrom
{\displaystyle {\dot {V}}={\frac {\Delta V}{\Delta t}}\,}
oder als Massenstrom
{\displaystyle {\dot {M}}={\frac {\Delta M}{\Delta t}}\,}
gemessen werden.
Je nach Wirkprinzip unterscheidet man folgende Arten an Durchflussmessern:
- Volumetrische Verfahren
- Differenzdruck-Verfahren (Venturi-Rohr)
- Induktive Verfahren, und
- Ultraschall-Verfahren

## Verfahren zur Messung der Fluidtemperatur
Die Temperatur ist eine skalare (ungerichtete) physikalische Zustandsgröße.
Zur Messung der Temperatur können geeignete Sonden (Thermometer) im Strömungsfeld positioniert werden. In technischen Anwendungen kommen hierfür meist Thermoelemente oder Widerstandsthermometer zum Einsatz.
Die Pyrometer-Messung ist ein berührungsloses Verfahren. Das Pyrometer misst die Frequenz der abgestrahlten elektromagnetischen Wellen und ermittelt daraus die Temperatur am Messpunkt. Durch die indirekte Messmethode kann es auch zur Messung von sehr hohen Temperaturen eingesetzt werden (Bsp.: Temperaturmessung in Heizkesseln).
Thermographie-Kameras sind im Prinzip ortsauflösende Pyrometer und erlauben die Messung der Temperaturverteilung im gesamten Strömungsfeld. 
Mit der Laserinduzierten Fluoreszenz (LIF) kann die Temperaturverteilung in einer Ebene ortsaufgelöst bestimmt werden. Hierzu werden dem Fluid temperaturabhängige Fluoreszenztracer zugegeben, z. B. Rhodamin B. Aus dem Verhältnis der Fluoreszenzintensitäten zweier Spektralbereiche, wobei einer temperaturabhängig und der andere temperaturunabhängig ist, kann die Temperaturverteilung in der Strömung bestimmt werden.
Mengt man dem Fluid spezielle Flüssigkristalle bei, welche ihre Farbe in Abhängigkeit von der Temperatur ändern, kann die Temperaturverteilung im Strömungsfeld ebenfalls visualisiert werden. Die Temperaturabhängigkeit der Farbe eines Stoffes nennt man Thermochromie. Der gezielte Einsatz der Thermochromie zur Temperaturmessung ist aber auf Spezialanwendungen beschränkt.

## Messung der Wandschubspannung
Die Wandschubspannung  {\displaystyle \tau } beschreibt die Reibung der Flüssigkeit an einer Wand.
Sie ist definiert als der Quotient aus der  Parallelkraft, welche ein Fluid auf eine Wand ausübt, und der Fläche der Wand:
{\displaystyle \tau ={\frac {{\vec {F}}_{||}}{A}}\,}
mit
{\displaystyle \tau }: Wandschubspannung
{\displaystyle {\vec {F}}_{||}}: Kraft parallel zur Wand
{\displaystyle A}: Flächeninhalt
Im Gegensatz zum Druck ist die Wandschubspannung eine vektorielle (gerichtete) Größe.
Sie wird bestimmt beispielsweise durch:
- Wandschubspannungswaagen
- Heißfilm

## Messung von Zweiphasenströmungen
Messtechniken für Zwei- oder Mehrphasenströmungen können unterschieden werden in Techniken für 
- Messung der dispersen Phase (Phasen-Doppler-Messtechnik, Laser-Beugungsmesstechnik, Regenbogenmesstechnik, Shadow-Doppler-Messtechnik, in-line Holographie, Interferometric Laser Imaging Droplet Sizer (ILIDS))
- Messung der Konzentration oder Mischung (Laserinduzierte Fluoreszenz (LIF), Quantitative Mie scattering / Quantitative Light scattering (QLS))